# متروی مکه
متروی مکه (انگلیسی: Mecca Metro) سیستم قطار شهری در شهر مکه، عربستان سعودی است.
این مترو که در نوامبر ۲۰۱۰ تأسیس شده هم‌اکنون دارای ۱ خط و ۹ ایستگاه می‌باشد، همچنین ساخت ۳ خط و ۸۱ ایستگاه دیگر نیز تا سال ۲۰۱۹ به پایان رسید.